# Зморац
Зморац је врста ветра који дува на Медитерану. Ово је периодичан ветар који токома дана дува са мора на копно. Сличан је маестралу.